# Kakadlé FC
Der Kakadlé Football Club de Doufelgou, auch bekannt als Kakadlé Football Club, ist ein togoischer Fußballverein aus Niamtougou in der Region Kara. Aktuell, Stand Oktober 2024, spielt der Verein in der zweiten Liga, der Deuxième Division.

## Erfolge
- Deuxième Division (Poule C): 2021  ▲

## Stadion
Er trägt seine Heimspiele im Stade Municipal de Sokodé in Sokodé aus. Das Stadion hat ein Fassungsvermögen von 8500 Personen.